# 1998 SK2
1998 SK2 är en asteroid i huvudbältet som upptäcktes den 18 september 1998 av den amerikanske astronomen Tom Stafford vid Zeno-observatoriet.
Asteroiden har en diameter på ungefär 10 kilometer och den tillhör asteroidgruppen Themis.